# Об'єднання Самоа

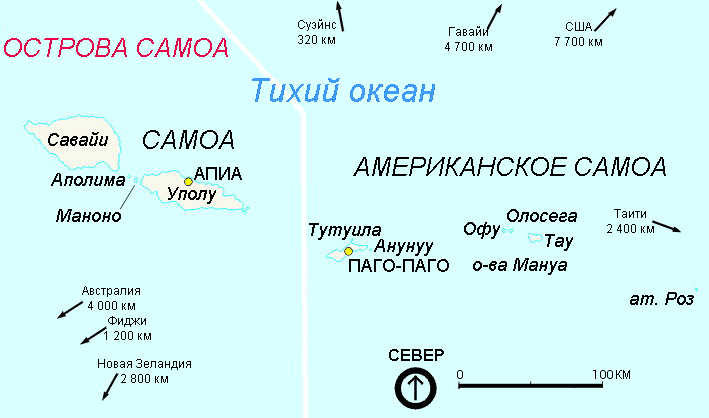
Архіпелаг Самоа: Самоа на заході та Американське Самоа на сході

Проблема об'єднання (або возз'єднання) Самоа (Західного Самоа), суверенної держави, та Американського Самоа, території США, обох частин архіпелагу Самоа, що мають спільну етнічну та культурну приналежність, піднімалася з першої половини XX століття, після поділу островів великими державами.

## Опис
У 1919 Західне Самоа, після переговорів в Парижі, побажало об'єднатися з Американським Самоа. Однак замість цього держава була реорганізована як підопічна територія Західного Самоа під управлінням британської (з 1920 по 1946), а потім новозеландської адміністрації (до 1962).
У 1955 створено Консультативний комітет Самоа (англ. Inter-Samoan Consultative Committee) для розвитку співробітництва між країнами. Річард Барретт Лоу, губернатор Американського Самоа в 1953–1956, заявив, що «було прийнято рішення про те, що возз'єднання із Західним Самоа не повинно обговорюватися в Комітеті».
У 1969 політична комісія в Американському Самоа відхилила план об'єднання з незалежним Самоа.
Нині думки як за, так і проти об'єднання островів істотно різняться між собою. Деякі політичні лідери Західного Самоа виступають за те, щоб держава стала американською підопічною територією або в майбутньому возз'єдналася зі Східним Самоа. Хоча американські самоанці мають сильно виражену самоанську національну самобутність, в Американському Самоа не поширений рух за незалежність від США або за самоанське возз'єднання. Американське Самоа протестувало проти зміни назви Західного Самоа на Самоа в 1997 через явний, на думку уряду території, натяк в запропонованій назві на «владу Західного Самоа над Самоанськими островами».